# حارة بيت الراعي (صنعاء)
بيت الراعي هي إحدى حارات حي سدس الروض بمدينة الروضة شمال العاصمة اليمنية "صنعاء"، بلغ تعداد سكانها 501 نسمة حسب تعداد اليمن لعام 2004.